# Улльрих, Лукас
Лу́кас У́лльрих (нем. Lukas Ullrich; родился 16 марта 2004 года, Берлин, Германия) — немецкий футболист, защитник клуба «Боруссия» (Мёнхенгладбах).

## Клубная карьера
Лукас Улльрих — воспитанник «Герты (Берлин)». За резервную команду дебютировал 7 августа 2022 года в матче 1-го тура Региональной лиги против «Локомотив (Лейпциг)». Свой первый гол забил в ворота «Виктории 1889». 15 января 2023 года получил травму руки и выбыл на 10 дней. Всего за клуб сыграл 18 матчей, где забил 2 мяча.
1 июля 2023 года перешёл в «Боруссия (Мёнхенгладбах)». Дебют в резервной команде состоялся во 2-м туре Региональной лиги против «Вупперталя», где отдал голевую передачу. Дебют за основную команду состоялся 26 августа в матче против «Байер 04».

## Карьера в сборной
За сборную Германии до 17 лет сыграл 2 матча. За сборные до 18 и 19 лет сыграл 18 матчей, где забил 6 мячей.